# Buck Angel
Buck Angel (nascido em 1972) é um ator e produtor de filmes adultos e um palestrante motivacional.
Ele é o fundador da Buck Angel Entertainment, uma empresa de produção de media. Buck, um homem transexual, recebeu o Prêmio AVN de 2007 como Performance Transexual do Ano; ele agora trabalha como defensor, educador, conferencista e escritor. Angel atuou no Conselho de Administração da Fundação Woodhull Freedom de 2010 a 2016; a fundação trabalha para afirmar a liberdade sexual como um direito humano fundamental através da defesa e educação.

## Vida pessoal

### Anos iniciais
Angel nasceu na área de Vale de São Fernando, em Los Angeles, Califórnia e designou um sexo feminino e um nome feminino. Crescendo como tomboy, seu comportamento atípico de género durante a infância era levemente aceito em casa, mas como suas características sexuais secundárias continuaram a se desenvolver por volta dos 16 anos, sua vida doméstica e escolar ficou cada vez mais tensa. Na escola, seus colegas começaram a provocar sua aparência física porque ele estava vestido como um menino, mas era uma garota. Essas palavras desgastaram a estabilidade mental de Angel quando ele se tornou mais isolado e tímido, tornando mais difícil para ele se comunicar com os outros. Para lidar com sua angústia, ele se voltou para o álcool e a maconha como meio de fuga.
Depois de um gesto suicida no ensino médio, seus pais o enviaram para a terapia. Eles pensaram que ele precisava de ajuda, porque ele alegou ter chegado a um ponto de "desconexão total" da sociedade. Isso não foi bem recebido por sua família e, segundo Angel, "eles iam me colocar em uma instituição mental". Inconsciente da existência de tratamentos para a disforia de gênero, como a terapia de reposição hormonal, ele viveu durante anos como mulher, durante o qual ele tomou drogas e bebeu álcool. Embora ele fosse empregado como modelo profissional feminino, ele geralmente estava insatisfeito com sua identidade e existência, e "não amava a vida". Ele se voltou para a execução como meio de isolamento e fonte de validação.

### Transição de género
Angel foi incapaz de encontrar ajuda adequada para completar sua transição de género durante seus anos de adolescência.
Ele finalmente conheceu um terapeuta que afirmou seu género em vez de vê-lo como uma “mulher lésbica". Angel começou a pesquisar vários métodos de transição médica e iniciou esse processo com a idade de 28 anos. Angel e seu terapeuta entraram em contato com um médico hormonal que trabalhava principalmente com mulheres transgênero, em oposição a homens transgénero. Isto foi porque Angel foi um dos primeiros homens trans a ter uma transição hormonal, devido à qual havia dados limitados sobre casos anteriores como o dele. Ele foi como uma cobaia, segundo afirmara seu médico, onde a experimentação foi o principal curso de ação para ajudá-lo. Angel estava disposto a passar por esses desafios porque, se isso não pudesse ser uma solução para sua disforia, ele teria cometido suicídio. A partir daí, o médico de Angel começou a receitar-lhe doses de testosterona durante um período de seis meses até que um valor se solidificasse para atender às suas necessidades. Eventualmente, ele tomava doses de 1 cc de testosterona a cada 10 dias.
Depois disso, Angel começou a se concentrar em sua aparência física e procurou um cirurgião que tratasse das modificações da parte superior do corpo para remover seus seios. A cirurgia de baixo foi outro aspecto que ele estava procurando mudar, porque ele queria obter um pênis físico para se encaixar no esquema masculino. No entanto, ele rapidamente percebeu que não havia tecnologia suficiente na época para criar o que ele desejava. Ele escolheu não se submeter à cirurgia genital e atualmente considera sua transição médica completa.

### Vida adulta
Angel era casado com Karin Winslow (também conhecida como Ilsa Strix), dominadora de São Francisco. Se divorciaram após Winslow deixar Angel por uma cliente, Lana Wachowski.
Angel conheceu sua segunda esposa, a fisiculturista Elayne Angel, em um sítio de namoro e os dois se casaram em Nova Orleans em 17 de novembro de 2003. Elayne pediu o divórcio em maio de 2014. Angel alegou que ela havia retirado US$ 500.000 de sua conta bancária conjunta e solicitou US$ 2.000 em apoio mensal do cônjuge.
Em um esforço para evitar pagamentos de pensão alimentícia, Elayne alegou que seu casamento não deveria ter sido legalmente reconhecido porque a Louisiana não reconheceu o casamento entre pessoas do mesmo sexo em 2003 e Buck nunca teve seus genitais cirurgicamente alterados e sua certidão de nascimento não foi atualizada para o sexo masculino até pós-casados. Em agosto de 2014, o Tribunal Superior da Califórnia determinou que o casamento era válido devido à ambiguidade do estatuto da Louisiana em relação à cirurgia de redesignação sexual, que poderia incluir a "cirurgia superior" que Angel havia feito.

## Carreira na pornografia

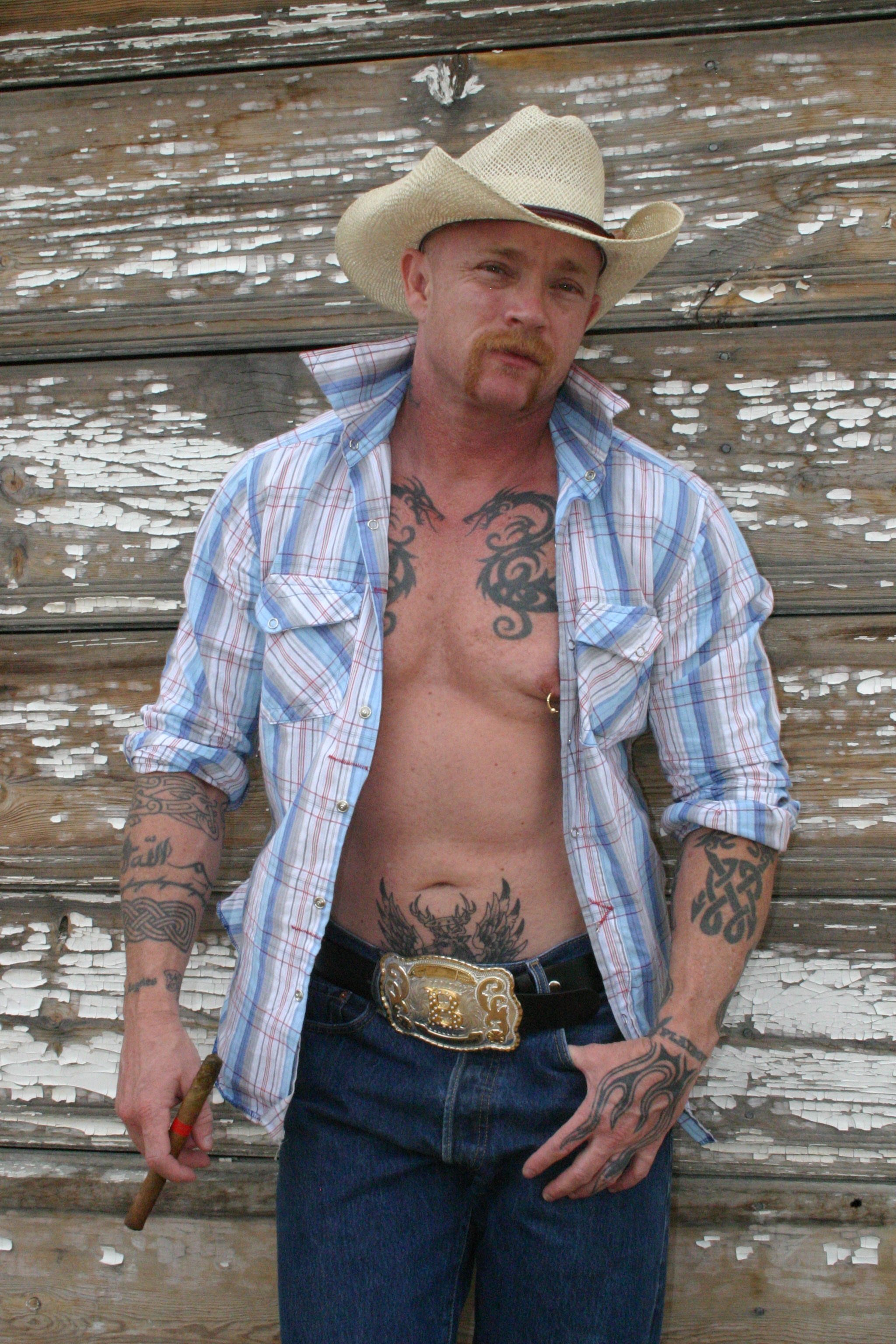
Buck Angel

Angel começou a produzir e estrelar sua própria linha de filmes pornográficos sob a marca Buck Angel Entertainment. A essa altura ele se identificava e se apresentava como masculino, e não havia realizado cirurgia genital, por isso promoveu esses trabalhos descrevendo a si mesmo como "O homem com uma vagina". Isso se tornou sua marca registrada.
Em 2005, ele apareceu no Cirque Noir da Titan Media, tornando-se o primeiro homem trans a ser apresentado em um filme exclusivamente masculino produzido por uma empresa especializada em pornografia gay masculina. No mesmo ano, ele se apresentou em Big Boob Adventures, de Allanah Starr (dirigido pela transgênera Gia Darling), que apresentou a primeira cena de sexo filmado entre uma mulher trans (Allanah Starr) e um homem trans. A performance foi indicada para a "Most Outrageous Sex Scene" do AVN Awards. Em 2007, Angel tornou-se o primeiro e único homem trans a ganhar o prêmio de Melhor Artista Transexual do Ano no AVN Awards. Sua performance em 2008 em Buckback Mountain recebeu indicações para o prêmio de Melhor Lançamento Alternativo e Melhor Lançamento de Especialidade no GayVN Awards. Angel também aparece em Naked, um documentário de 2008 e filme sobre a indústria de filmes para adultos, do diretor Ed Powers. No filme, ele aparece em uma cena de sexo com a estrela pornô Wolf Hudson, produzida pelo fotógrafo Justin Lubin.

### Prêmios e nomeações
- Em janeiro de 2007, Buck Angel ganhou o prêmio de Melhor Artista Transsexual do Ano no AVN Awards;[29]
- Em 2008, 2009 e 2010, foi indicado para a Performance Transexual do Ano. Ele continua sendo o único transexual da FTM a ser indicado ou ganhar este prêmio;
- Em abril de 2008, ele foi presenteado com um "Prêmio Pornô Feminista" por "Boundary Breaker of the Year";[30]
- Em 2012, ele ganhou o Feminist Porn Award por seu filme inovador Sexing The Transman XXX;
- Em 2012, ele ganhou o prêmio de Melhor Artista do Ano no Transgender Erotica Awards. Este é o primeiro ano em que este prêmio foi dado;
- Em 2015, ele ganhou o Prêmio PORyes (Feminist Pornfilmpreis Europe) em Berlim;[31]
- Em 2015, ganhou o prêmio Ida Feldman no 23º Festival Brasil Mix;[32]
- Em 2016, ele recebeu um Prêmio Honorário no Festival de Cinema de Tel Aviv;[33]
- Em 2017, ele recebeu o prêmio XBIZ de "Prêmio Produto / Linha Especial do Ano";[34]
- Em 2017, ele recebeu o "Outstanding Innovation Award" no AVN "O" Awards;[34]
- Em 2017, Angel e Valentina Nappi ganharam o prêmio AVN de "Melhor Cena Transsexual" pelo filme Garota/Garoto 2.[35]

## Filmografia

### Filmes pornográficos
- 2004: "Buck's Beaver"
- 2005: "The Adventures of Buck Naked"
- 2005: "Cirque Noir"
- 2005: "Allanah Starr's Big Boob Adventures"
- 2006: "Buck Off"
- 2006: "V for Vagina"
- 2006: "The Buck Stops Here"
- 2007: "Even More Bang for Your Buck Vol.1"
- 2008: "Even More Bang for your Buck Vol.2"
- 2008: "Buckback Mountain"
- 2009: "Ultimate Fucking Club Vol. 1"
- 2009: "Ultimate Fucking Club Vol.2"
- 2010–12: "Sexing The Transman XXX Series"
- 2016: "Girl/Boy" (Evil Angel)

### Documentários
- 2008: "NAKED"
- 2012: "Sexing the Transman"
- 2013: "Mr. Angel"
- 2016: "The Trans List" (HBO)
- 2016: "Finding Kim"
- 2016: "BLOWN"

### Mídia convencional
- 1993: Porno for Pyros - "Cursed Female"
- 2015: "Technical Difficulties of Intimacy"
- 2016: Appeared in the video for "Bi", a song by Alicia Champion.[36]
- 2016: Loki Starfish - "Shivers are Proof" (Paris)[37]